# Comércio ecológico
Mesmo que lembre o termo "comércio verde", o comércio ecológico liga-se às questões de uso sustentável de recursos naturais e da pegada ecológica.
Remetido às atividades que fazem o uso sustentável, ou seja, sem o uso de químicos prejudiciais ao ambiente, ou até que utilizem os recursos de forma controlada, o comércio ecológico também está ligado aos pequenos e grandes produtores que não dependem de práticas agressivas para sustentar suas produções.
Para que o comércio ecológico ocorra, a legislação deve estar de acordo com as práticas de manejo dos recursos, como por exemplo, madeira, carvão natural e cultivos agrícolas.

## Pegada ecológica
É uma ferramenta de contabilidade ambiental que avalia a pressão do consumo das populações humanas sobre os recursos naturais. Expressa em hectares globais (gha), compara diferentes padrões de consumo e verifica se estão dentro da capacidade ecológica que o planeta suporta. Ela revelar quanto de área produtiva de terra e de mar do planeta é necessário para prover os recursos e assimilar os resíduos gerados pelas atividades humanas.